# Стєпан Лончар
Стєпан Лончар (босн. Stjepan Lončar, нар. 10 листопада 1996, Мостар) — боснійський футболіст, півзахисник клубу «Істра 1961».

## Клубна кар'єра
Народився 10 листопада 1996 року в місті Мостар. Вихованець футбольної школи клубу «Широкі Брієг». 24 липня 2016 року в матчі проти «Вітеза» він дебютував у чемпіонаті Боснії і Герцеговини. У 2017 році Лончар допоміг клубу завоювати Кубок Боснії і Герцеговини. 4 листопада в поєдинку проти «Челіка» Стєпан забив свій перший гол за «Широкі-Брієг». Всього в рідному клубі Лончар провів два сезони, взявши участь у 48 матчах чемпіонату.
11 червня 2018 року Лончар перейшов в хорватський клуб «Рієка», підписавши контракт на 3 роки. У матчі проти «Рудеша» він дебютував у чемпіонаті Хорватії. 10 лютого 2019 року в поєдинку проти «Інтера» «Запрешич» Лончар забив свій перший гол за «Рієку». У новій команді швидко став основним гравцем і допоміг команді двічі поспіль у 2019 та 2020 роках виграти Кубок Хорватії. Станом на 18 вересня 2020 року відіграв за команду з Рієки 50 матчів в національному чемпіонаті.

## Виступи за збірні
2014 року дебютував у складі юнацької збірної Боснії і Герцеговини (U-19), за яку загалом взяв участь у 13 іграх, відзначившись 2 забитими голами.
Протягом 2017—2018 років залучався до складу молодіжної збірної Боснії і Герцеговини. На молодіжному рівні зіграв в 11 офіційних матчах.
1 лютого 2018 року дебютував в офіційних матчах у складі національної збірної Боснії і Герцеговини в товариському матчі проти збірної Мексики (0:1), відігравши повний матч.
| Дата       | Місто       | Господарі            | Результат             | Гості                | Турнір                               | Голи | Примітки |
| ---------- | ----------- | -------------------- | --------------------- | -------------------- | ------------------------------------ | ---- | -------- |
| 1-2-2018   | Сан-Антоніо | Мексика              | 1 – 0                 | Боснія і Герцеговина | товариський матч                     | -    |          |
| 1-6-2018   | Чонджу      | Південна Корея       | 1 – 3                 | Боснія і Герцеговина | товариський матч                     | -    | 85'      |
| 5-9-2019   | Зениця      | Боснія і Герцеговина | 5 – 0                 | Ліхтенштейн          | Відбір до ЧЄ 2020                    | -    | 83'      |
| 8-9-2019   | Єреван      | Вірменія             | 4 – 2                 | Боснія і Герцеговина | Відбір до ЧЄ 2020                    | -    | 80'      |
| 8-10-2020  | Зениця      | Боснія і Герцеговина | 1 – 1 д.ч. (3-4 п.п.) | Північна Ірландія    | Відбір до ЧЄ 2020                    | -    | 105'     |
| 11-10-2020 | Зениця      | Боснія і Герцеговина | 0 – 0                 | Нідерланди           | Ліга націй УЄФА 2020-2021 - 1-й етап | -    | 75'      |
| 12-11-2020 | Сараєво     | Боснія і Герцеговина | 0 – 2                 | Іран                 | товариський матч                     | -    | 72'      |
| 18-11-2020 | Зениця      | Боснія і Герцеговина | 0 – 2                 | Італія               | Ліга націй УЄФА 2020-2021 - 1-й етап | -    | 71'      |
| 27-3-2021  | Зениця      | Боснія і Герцеговина | 0 – 0                 | Коста-Рика           | товариський матч                     | -    |          |
| 1-9-2021   | Страсбур    | Франція              | 1 – 1                 | Боснія і Герцеговина | Відбір до ЧС 2022                    | -    | 72'      |
| 4-9-2021   | Зениця      | Боснія і Герцеговина | 1 – 0                 | Кувейт               | товариський матч                     | -    |          |
| Усього     |             | Матчів               | 11                    |                      | Голів                                | 0    |          |

## Титули і досягнення
- Володар Кубка Боснії і Герцеговини (1):

«Широкі Брієг»: 2016-17
- Володар Кубка Хорватії (2):

«Рієка»: 2018-19, 2019-20
- Чемпіон Угорщини (1):

«Ференцварош»: 2021-22
- Володар Кубка Угорщини (1):

«Ференцварош»: 2021-22